# Mikaniadiplosis annulipes
Mikaniadiplosis annulipes är en tvåvingeart som beskrevs av Gagne, Oda och Monteiro 2001. Mikaniadiplosis annulipes ingår i släktet Mikaniadiplosis och familjen gallmyggor. Inga underarter finns listade i Catalogue of Life.